# Henriette de Hohenzollern
La princesse Henriette de Hohenzollern (en allemand, Henriette Leopoldine Wilhelmine Prinzessin von Hohenzollern), née le 29 septembre 1907 à Berlin et morte le 3 octobre 1907 à Berlin, troisième fille et dernier des quatre enfants de Charles-Antoine de Hohenzollern  et de Joséphine de Belgique, est un membre de la famille princière de Hohenzollern-Sigmaringen. La princesse Henriette est - en ligne maternelle - la petite-fille de Philippe de Flandre et de Marie de Hohenzollern-Sigmaringen.

## Biographie
Henriette de Hohenzollern meurt quatre jours après sa naissance le 3 octobre 1907.